# Raymond Jean
Raymond Jean (* 21. November 1925 in Marseille; † 3. April 2012 in Gargas) war ein französischer Schriftsteller. Von 1953 bis 2011 veröffentlichte er über vierzig Titel, zu den erfolgreichsten zählt der Roman La Lectrice (deutsch: Die Vorleserin), bekannt durch die Verfilmung von Michel Deville.

## Leben
Raymond Jean stammte aus einem politisch links ausgerichteten Elternhaus, dieser Haltung blieb auch der Sohn treu und engagierte sich in der Kommunistischen Partei. Er erwarb die Agrégation sowie den Docteur des Lettres. Jean unterrichtete in den USA, in Vietnam und in Marokko, bevor er einen Lehrauftrag an der Universität Aix-Marseille übernahm. Literarisch veröffentlichte Jean ab 1953. Die Hinrichtung von Ethel und Julius Rosenberg im selben Jahr verarbeitete er im 1959 erschienenen Les Ruines de New York.
1960 schloss er sich dem Manifest der 121 an. Raymon Jean schrieb auch für Periodika, unter anderem für La Quinzaine littéraire und Europe. Außerhalb des frankophonen Sprachraums erschien Jeans Belletristik beispielsweise in World Literature Today.
Für Un fantasme de Bella B. (deutsch: Ein Phantasma der Bella B.) erhielt er den Goncourt de la Nouvelle des Literaturjahres 1983 zugesprochen.
Die Tageszeitung L’Humanité charakterisierte ihn in ihrem Nachruf als „vollständigen Menschen“, als „Mann des Wissens, der Kunst und der Aktion“.

## Werk
- Le Bois vert, Seghers, 1953
- Les Ruines de New York, Albin Michel, 1959
- La Conférence, Albin Michel, 1961
- Les Grilles, Albin Michel, 1963
- Nerval, Seuil, 1964
- La littérature et le réel : de Diderot au "Nouveau roman", Albin Michel, 1965
- Le Village, Albin Michel, 1966
- Éluard, Seuil, 1966
- La Vive, Seuil, 1968
- Pour Gabrielle, Seuil, 1971
- Les Deux Printemps, Seuil, 1971
- La Ligne 12, Seuil, 1971
- La Femme attentive, Seuil, 1974
- La Poétique du désir, Seuil, 1975
- La Fontaine obscure, Seuil, 1976
- Pratique de la littérature, Seuil, 1978
- La Rivière nue, Seuil, 1978
- La Singularité d'être communiste, Seuil, 1979
- Photo souvenir, Seuil, 1980
- L., Seuil, 1982
- Choses parlées, mit Eugène Guillevic, Champ Vallon, 1982
- Un fantasme de Bella B., Actes Sud, 1983
- Roseaux et lavandes, L'image au langage liée, 1983
- L'Or et la Soie, Seuil, 1983, collection Babel no 21
- Les Lunettes, Gallimard, 1984
- Jean Tortel, Seghers/Poètes d'aujourd'hui, 1984
- Belle clarté, chère raison, Desclée de Brouwer, 1985
- Cézanne, la vie, l'espace, Seuil, 1986
- La Lectrice, Actes Sud, 1986
- Transports, Actes Sud, 1988
- La Dernière Nuit d'André Chénier, Albin Michel, 1989
- L'attachée, Actes Sud 1993
- Les Perplexités du juge Douglas, Actes Sud, 1999
- Le Roi de l'ordure, Actes Sud, 1999
- Tutoiements, Arléa, 2000
- Un portrait de Sade, Actes Sud, 2000
- La Terre est bleue, Renaissance du livre, 2002
- Clotilde ou Le second procès de Baudelaire, Actes Sud, 2002
- La leçon d'écriture, nouvelles, L'aube, 2009
- Légère et court vêtue ou Lubie en Luberon, Éditions du Luberon, 2011

## Deutsche Hörspielfassung
- 1999: Die Vorleserin – Bearbeitung und Regie: Hans Helge Ott (Hörspielbearbeitung – RB/Holger Rink/SR)

Quelle: ARD-Hörspieldatenbank